# ماسیمو مورانته
ماسیمو مورانته (ایتالیایی: Massimo Morante؛ ‏ ۶ اکتبر ۱۹۵۲ – ۲۳ ژوئن ۲۰۲۲) موسیقی‌دان و گیتارنواز اهل ایتالیا بود.
از فیلم‌هایی که وی در آن‌ها نقش داشته است، می‌توان به پی‌درپی… دنیا با سکس زیباست، طلوع مردگان، سوسپیریا، ظلمت و قرمز تیره اشاره نمود.